# سیلک رود
سیلک رود (به انگلیسی: Silk Road) به معنی جاده ابریشم یک بازار الکترونیکی و تحت وب بود که گردانندگانش آن را با استفاده از فناوری سامانهٔ نرم‌افزاری پنهان تور اجرا می‌کردند. بیشتر کالاهایی که در سیلک‌رود برای فروش گذاشته می‌شد در حوزهٔ قضایی بیشتر کشورها قاچاق محسوب می‌شد. رادیوی عمومی ملی آمریکا از این وبگاه به عنوان «آمازون.کامِ داروهای غیرمجاز» یاد کرد. اکونومیست نیز آن را در مقاله‌ای دربارهٔ بیت‌کوین به عنوان «نوعی ئی‌بِی برای مواد مخدر در گوشه‌ای تاریک و پنهان از وب به نام تور» معرفی کرد. فروش سالانهٔ سیلک رود نزدیک به ۲۲ میلیون دلار تخمین زده شده بود. در ۲ اکتبر ۲۰۱۳ این وبسایت توسط اف‌بی‌آی ضبط شد. اف‌بی‌آی ۲۶٬۰۰۰ بیت کوین را مصادره کرد که هر یک ۱۴۰$ ارزش داشتند که مبلغی بالغ بر ۳٫۶ میلیون دلار می‌شد. یک سخنگوی اف‌بی‌آی گفت که بیت‌کوین‌ها را تا پایان رویهٔ قضایی ضبط و سپس نقد خواهد شد. در اکتبر ۲۰۱۳ اف‌بی‌آی حدود ۱۴۴ هزار بیت‌کوین را بر مبلغ روز حدود ۲۸٬۵ میلیون دلار مصادره کرد که متعلق به راس اولبریکت بود. خدمات مارشال‌های ایالات متحده آمریکا در ژوئن ۲۰۱۴ حدود ۳۰ هزار بیت‌کوین را در حدود ۱۸ میلیون دلار فروختند. ۱۴۴ هزار بیت‌کوین دیگر که ارزشی حدود ۸۷ میلیون دلار در سال ۲۰۱۴ داشت (حدود ۴۰۰ میلیون دلار در سال ۲۰۱۷) روی لپ‌تاپ راس اولبریکت یافت شد که به تدریج فروخته شد.

### مالک و گرداننده وبسایت
بر طبق شواهد ارائه شده توسط FBI، مؤسس، مالک و گرداننده وبسایت silk road، راس اولبریکت بوده که در ابتدا با نام admin و پس از مدتی با نام Dread Pirate Roberts یا به اختصار DPR فعالیت می‌کرده‌است. یکی از کاریران سایت به نام VJ که با او صمیمی بود، این پیشنهاد را داد که نام کاربری خود را از ادمین به DPR تغییر دهد. او پیرو عقاید لیبرتارین‌ها بوده و اعتقاد داشت که دولت‌ها حق تصمیم‌گیری برای اینکه مردم چه چیزهایی وارد بدن خود می‌کنند، نداشته باشند.

### در فیلم
در سال ۲۰۱۵، الکس وینتر کارگردان و نویسنده فیلمنامه، فیلم مستندی با نام Deep Web پیرامون فعالیت‌های راس اولبریکت و حواشی و اتفاقات مربوط به دستگیری وی ساخت.